# Марсель Жері
Марсель Жері (англ. Marcel Gery, 15 березня 1965) — канадський плавець.
Призер Олімпійських Ігор 1992 року.
Призер Чемпіонату Європи з водних видів спорту 1985 року.
Призер Пантихоокеанського чемпіонату з плавання 1987, 1991 років.
Переможець Ігор Співдружності 1990 року.
Призер літньої Універсіади 1985 року.